# Najem Wali

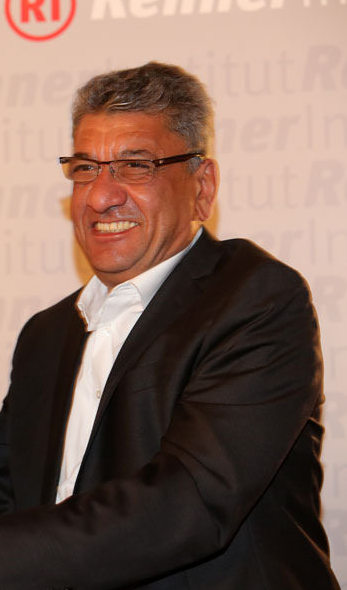
Najem Wali

Najem Wali, född 20 oktober 1956 i Basra, är en irakisk författare bosatt i Tyskland.
Wali tog examen i tysk litteratur vid Bagdads universitet 1978. Han flydde från Irak till Tyskland 1980 efter att ha suttit i fängelse för att ha kritiserat Saddam Husseins regim. Han studerade tysk och spansk litteratur i Hamburg respektive Madrid innan han slutligen slog sig ner i Berlin. Han arbetar som journalist och kulturkorrespondent för den arabiska dagstidningen Al-Hayat.
Wali skriver på arabiska. Han har publicerat sammanlagt fem romaner och tre novellsamlingar, av vilka romanen En stad vid namn Komeit har översatts till svenska. Den utspelar sig i Irak i slutet av 1970-talet, strax före Iran–Irak-krigets utbrott och följer en ung historielärare som flyttar från Bagdad till den fiktiva småstaden Komeit och utvecklar en kärleksrelation med en av sina kvinnliga elever.